# Louise Fleury
Louise Fleury (L'Aigle, 8 agosto 1997) è una calciatrice francese, attaccante del Nantes.

## Carriera

### Club
Fleury cresce con la famiglia a L'Aigle, in Normandia, avvicinandosi al calcio fi da giovanissima, iniziando l'attività nell'US Rugles, società della vicina omonima cittadina, per tornare poi, dopo tre stagioni, alla città natia sottoscrivendo un accordo con il Pays Aiglon per giocare nella sua formazione Under-13, la sua prima squadra interamente femminile.
Notata dagli osservatori del Guingamp, nel 2012 si trasferisce nella città della Bretagna per firmare un contratto con l'importante club che disputa la Division 1 Féminine, e dopo un primo periodo nella formazione Under-19 dalla stagione 2013-2014 viene aggregata alla prima squadra, facendo il suo debutto in D1, appena sedicenne, il 15 dicembre 2013, alla 12ª giornata di campionato, rilevando Faustine Robert al 69' dell'incontro casalingo perso 3-0 con il Saint-Étienne. In quella sua prima stagione il tecnico Sarah M'Barek decide di utilizzarla in altre due occasioni, una da titolare, e dopo una sola apparizione nel campionato 2014-2015 concedendole sempre maggiore fiducia nelle successive stagioni. Dopo aver prolungato il suo contratto, nel luglio 2016, di altre quattro stagioni con il club bretone, segna il suo primo gol in D1 durante la stagione 2016-2017, quello che alla 5ª giornata di campionato sblocca il risultato nella partita casalinga con il Bordeaux, incontro poi terminato in parità con due reti per parte.
L'arrivo del nuovo tecnico Frédéric Biancalani sulla panchina del Guingamp dalla stagione 2018-2019 non muta la fiducia in Fleury che da quel campionato affina le sue capacità realizzative contribuendo a far raggiungere le semifinali di Coppa di Francia 2019-2020 e il 5 posto, miglior risultato ottenuto in D1, nel campionato 2020-2021.
Conclusi i termini del contratto, nel giugno 2022 decide di trasferirsi al Paris FC firmando un contratto per tre stagioni a partire dalla 2022-2023, club che grazie al terzo posto guadagnato nel precedente campionato avrà accesso alla UEFA Women's Champions League. Alla sua prima stagione con la squadra parigina il tecnico Sandrine Soubeyrand pone piena fiducia in Fleury, che scende in campo in tutte le 22 partite di campionato segnando due gol, il primo dei quali quello che sancisce la vittoria per 1-0 sul Le Havre alla 3ª giornata. Fa inoltre il suo debutto in Champions League il 18 agosto 2022, alla semifinale del primo turno di qualificazione, nell'incontro vinto 3-0 sulle campionesse di Svizzera del Servette Chênois.
Con le parigine gioca per due stagioni prima di trasferirsi, il 30 luglio 2024, al Nantes, neopromossa in Première Ligue.

### Nazionale
Fleury viene convocata per la prima volta dalla Federcalcio francese nel 2015, chiamata dal selezionatore della formazione under 19 Gilles Eyquem in occasione delle qualificazioni all'Europeo di Slovacchia 2016, debuttandovi il 15 settembre, nell'incontro vinto 2-0 sulle pari età della Bosnia ed Erzegovina. Pur impiegandola saltuariamente, dopo che le Bluettes sono riuscite a conquistare l'accesso alla fase finale Eyquem decide di inserirla nella squadra in partenza per la nazione mitteleuropea, scendendo in campo nella semifinale vinta 3-1 sulla Svizzera e condividendo con le compagne il percorso che vede la Francia vincere il torneo battendo in finale per 2-1 le avversarie della Spagna.
In previsione della selezione al mondiale di Papua Nuova Guinea 2016, il 14 settembre 2016 Fleury indossa per la prima volta la maglia della rappresentativa under 20 scendendo in campo nell'amichevole contro la Germania, incontro terminato 2-2. Durante il mondiale viene impiegata in quattro delle sei partite disputate, contribuendo nel percorso che vede la sua nazionale superare la fase a gironi, poi il Giappone in semifinale ai supplementari e l'accesso alla finale del torneo. Scesa in campo da titolare, pur non riuscendo a superare le avversarie della Corea del Nord, incontro aggiudicatosi dalle asiatiche per 3-1, condivide con le compagne il titolo di vicecampionessa del mondo.
Nel 2018 Jean-François Niemezcki, responsabile tecnico della nazionale B, inizia a convocarla per alcune amichevoli, continuando nell'anno seguente a inserirla nella rosa della squadra che partecipa alla Turkish Cup e al Torneo di La Manga. Con questa formazione arriva anche la sua prima rete con la maglia delle Bleues, quella che porta a tre le reti di vantaggio sugli Stati Uniti a La Manga il 7 aprile 2019, incontro poi terminato 3-1 per le francesi.
Sempre del 2019 arriva anche la prima convocazione in nazionale maggiore, chiamata dalla ct Corinne Diacre in occasione delle qualificazioni, nel gruppo G della fase a gironi, all'Europeo di Inghilterra 2022, rimanendo però in quell'occasione tra le disponibili in panchina. A questa si aggiungono solo altre due convocazioni per amichevoli nel 2021, anche in questi casi senza scendere in campo, anno in cui marca due presenze, sempre in amichevole, con la Under-23.

## Statistiche

### Presenze e reti nei club
Statistiche aggiornate al 7 maggio 2025.
| Stagione        | Squadra         | Campionato      | Campionato | Campionato | Coppe nazionali | Coppe nazionali | Coppe nazionali | Coppe continentali | Coppe continentali | Coppe continentali | Altre coppe | Altre coppe | Altre coppe | Totale | Totale |
| Stagione        | Squadra         | Comp            | Pres       | Reti       | Comp            | Pres            | Reti            | Comp               | Pres               | Reti               | Comp        | Pres        | Reti        | Pres   | Reti   |
| --------------- | --------------- | --------------- | ---------- | ---------- | --------------- | --------------- | --------------- | ------------------ | ------------------ | ------------------ | ----------- | ----------- | ----------- | ------ | ------ |
| 2013-2014       | Guingamp        | D1              | 3          | 0          | CF              | -               | -               | -                  | -                  | -                  | -           | -           | -           | 3      | 0      |
| 2014-2015       | Guingamp        | D1              | 1          | 0          | CF              | -               | -               | -                  | -                  | -                  | -           | -           | -           | 1      | 0      |
| 2015-2016       | Guingamp        | D1              | 16         | 0          | CF              | 3               | 1               | -                  | -                  | -                  | -           | -           | -           | 19     | 1      |
| 2016-2017       | Guingamp        | D1              | 15         | 1          | CF              | 2               | 0               | -                  | -                  | -                  | -           | -           | -           | 17     | 1      |
| 2017-2018       | Guingamp        | D1              | 16         | 0          | CF              | 2               | 3               | -                  | -                  | -                  | -           | -           | -           | 18     | 3      |
| 2018-2019       | Guingamp        | D1              | 21         | 6          | CF              | 2               | 0               | -                  | -                  | -                  | -           | -           | -           | 23     | 6      |
| 2019-2020       | Guingamp        | D1              | 16         | 5          | CF              | 4               | 1               | -                  | -                  | -                  | -           | -           | -           | 20     | 6      |
| 2020-2021       | Guingamp        | D1              | 20         | 5          | CF              | 1               | 0               | -                  | -                  | -                  | -           | -           | -           | 21     | 5      |
| 2021-2022       | Guingamp        | D1              | 18         | 2          | CF              | 1               | 1               | -                  | -                  | -                  | -           | -           | -           | 19     | 3      |
| Totale Guingamp | Totale Guingamp | Totale Guingamp | 126        | 19         | -               | 15              | 6               | -                  | -                  | -                  | -           | -           | -           | 141    | 25     |
| 2022-2023       | Paris FC        | D1              | 22         | 2          | CF              | 1               | 0               | UWCL               | 2                  | 0                  | -           | -           | -           | 25     | 2      |
| 2023-2024       | Paris FC        | D1              | 22         | 6          | CF              | 2               | 1               | UWCL               | 10                 | 1                  | -           | -           | -           | 34     | 8      |
| Totale Paris FC | Totale Paris FC | Totale Paris FC | 44         | 8          | -               | 3               | 1               | -                  | 12                 | 1                  | -           | -           | -           | 59     | 10     |
| 2024-2025       | Nantes          | PL              | 20         | 2          | CF              | 2               | 0               | -                  | -                  | -                  | -           | -           | -           | 22     | 2      |
| 2025-2026       | Nantes          | PL              | 0          | 0          | CF+CdL          | 0+0             | 0+0             | -                  | -                  | -                  | -           | -           | -           | 0      | 0      |
| Totale Nantes   | Totale Nantes   | Totale Nantes   | 20         | 2          | -               | 2               | 0               | -                  | 12                 | 1                  | -           | -           | -           | 22     | 2      |
| Totale carriera | Totale carriera | Totale carriera | 190        | 29         | -               | 20              | 7               | -                  | 12                 | 1                  | -           | -           | -           | 222    | 37     |

## Palmarès

### Nazionale
- Campionato europeo femminile under 19 di calcio: 1

2016